# Adansi East
Adansi East – nieistniejący dystrykt w regionie Ashanti w Ghanie. W wyniku reformy administracyjnej 17 lutego 2004 został podzielony na Adansi North (stolica Fomena) i Adansi South (stolica New Edubiase).